# Violetta Dymicka-Piekarska
Violetta Joanna Dymicka-Piekarska – polska naukowiec, diagnosta laboratoryjny, profesor nauk medycznych.

## Życiorys
W 1996 ukończyła analitykę medyczną na Akademii Medycznej w Białymstoku, gdzie zaraz po studiach rozpoczęła pracę. W 1999 pod kierunkiem prof. Haliny Kemony z Zakładu Laboratoryjnej Diagnostyki Klinicznej AMB obroniła pracę doktorską Dynamika zmian stężenia B-TG i PF4 oraz ekspresji receptora płytkowego CD 62P w ostrym zawale mięśnia sercowego uzyskując stopień naukowy doktora nauk medycznych. W 2010 na podstawie osiągnięć naukowych i złożonej rozprawy Ocena wybranych wskaźników aktywacji płytek krwi i trombocytopoezy u chorych na raka jelita grubego uzyskała stopień naukowy doktora habilitowanego nauk medycznych. W 2019 roku uzyskała tytuł profesora nauk medycznych.
Zatrudniona na stanowisku adiunkta w Zakładzie Laboratoryjnej Diagnostyki Klinicznej UMB. Członek Sądu Koleżeńskiego oddziału białostockiego Polskiego Towarzystwa Diagnostyki Laboratoryjnej.

## Odznaczenia
- Brązowy Krzyż Zasługi(2020)[7]